# Bildtafel der Verkehrszeichen in Irland
Die Bildtafel der Verkehrszeichen in Irland zeigt eine Auswahl der gegenwärtig gültigen Verkehrszeichen in Irland. Aus Gründen der Verständlichkeit bestehen die Verkehrszeichen überwiegend aus allgemein bekannten Piktogrammen, nur in wenigen Fällen werden Begriffe in englischer oder irischer Sprache verwendet. Deutsche und französische Hinweise erscheinen auf dem Warnschild zum Linksverkehr. Der Verkehrszeichenkatalog gliedert sich in die nachfolgend aufgeführten Gruppen. Irland hat das Wiener Übereinkommen über Straßenverkehrszeichen weder unterzeichnet noch ratifiziert.

## Vorschriftszeichen

RUS-001 vorgeschriebene Fahrtrichtung – links vorbei!
RUS-002 vorgeschriebene Fahrtrichtung – rechts vorbei!
RUS-003 vorgeschriebene Fahrtrichtung – beidseitig vorbei!
RUS-004 vorgeschriebene Fahrtrichtung – geradeaus
RUS-005 vorgeschriebene Fahrtrichtung – hier rechts
RUS-006 vorgeschriebene Fahrtrichtung – hier links
RUS-007 vorgeschriebene Fahrtrichtung – links
RUS-008 vorgeschriebene Fahrtrichtung – rechts
RUS-009 Radweg
RUS-010 Anhalten verboten
RUS-011 Verbot des Geradeausfahrens
RUS-012 Verbot des Rechtsabbiegens
RUS-013 Verbot des Linksabbiegens
RUS-014 Überholverbot
RUS-016 Verbot für Fahrzeuge, deren Höhe die Angabe überschreitet
RUS-017 Wendeverbot
RUS-018 Parken erlaubt
RUS-018-L Parken erlaubt (an linker Seite)
RUS-018-L-R Parken erlaubt (an beiden Seiten)
RUS-018-R Parken erlaubt (an rechter Seite)
RUS-019-L Parkverbot (an linker Seite)
RUS-019-L-R Parkverbot (an beiden Seiten)
RUS-019-R Parkverbot (an rechter Seite)
RUS-020-L Taxenstand (an linker Seite)
RUS-020-LR Taxenstand (an beiden Seiten)
RUS-020-R Taxenstand (an rechter Seite)
RUS-021 Fußgängerzone
RUS-026 Vorfahrt gewähren (englisch)
RUS-026 Vorfahrt gewähren (irisch)
RUS-027 Halt
RUS-031 Bushaltestelle
RUS-032 Halt (Schülerlotse)
RUS-038 Verbot für Fußgänger
RUS-039 Höchstgeschwindigkeit (120 km/h)
RUS-040 Höchstgeschwindigkeit (100 km/h)
RUS-041 Höchstgeschwindigkeit (80 km/h)
RUS-042 Höchstgeschwindigkeit (60 km/h)
RUS-043 Höchstgeschwindigkeit (50 km/h)
RUS-044 Höchstgeschwindigkeit (30 km/h)
RUS-046 Verbot für Fahrzeuge, deren Achszahl die Angabe überschreitet
RUS-049 Mini-kreisverkehr
RUS-050 Verbot der Einfahrt
RUS-052 Verbot für Fahrzeuge, deren Breite die Angabe überschreitet
RUS-053 Verbot für Fahrzeuge, deren Gewicht die Angabe überschreitet
RUS-054 Verbot für Fahrzeuge, deren Achslast die Angabe überschreitet
RUS-055 Verbot für Fahrräder
RUS-056 Verbot für Reiter
RUS-057 Verbot für Zugtiergespanne
RUS-058 Gemeinsamer Geh- und Radweg
RUS-058-CL Geh- und Radweg (getrennt geführter Weg)
RUS-058-CR Geh- und Radweg (getrennt geführter Weg)
RUS-060 Halt (Arbeitsstelle)
RUS-060 Fahren (Arbeitsstelle) (englische)
RUS-060 Fahren (Arbeitsstelle) (irische)
RUS-062 Verbot für Fahrzeuge mit Explosivstoffen
RUS-063 Parkverbot (besondere Ereignisse)
RUS-066 Fußgängerübergang

## Gefahrenzeichen

W-001 Kreuzung mit Vorfahrt
W-002-L Vorfahrt (Einmündung – links)
W-002-R Vorfahrt (Einmündung – rechts)
W-003-L Vorfahrt (T-Kreuzung (Typ 1) – links)
W-003-R Vorfahrt (T-Kreuzung (Typ 1) – rechts)
W-004-L Vorfahrt (T-Kreuzung (Typ 2) – links)
W-004-R Vorfahrt (T-Kreuzung (Typ 2) – rechts)
W-005-L Vorfahrt (Y-Kreuzung – links)
W-005-R Vorfahrt (Y-Kreuzung – rechts)
W-006-L Vorfahrt (Einmündung an einer scharfen Kurve – links)
W-006-R Vorfahrt (Einmündung an einer scharfen Kurve – rechts)
W-007-L-R Vorfahrt (Versetzte Kreuzung – links/rechts)
W-007-R-L Vorfahrt (Versetzte Kreuzung – rechts/links)
W-008-L Vorfahrt (Doppelte Einmündung – links)
W-008-R Vorfahrt (Doppelte Einmündung – rechts)
W-009-L
W-009-R
W-010-L
W-010-R
W-011-L
W-011-R
W-012-L Vorfahrt (Einmündung an einer Straße mit getrennten Richtungsfahrbahnen – links)
W-012-R Vorfahrt (Einmündung an einer Straße mit getrennten Richtungsfahrbahnen – rechts)
W-013 Vorfahrt (Einmündung an einer Straße mit getrennten Richtungsfahrbahnen)
W-014 Vorfahrt (Kreuzung an einer Straße mit getrennten Richtungsfahrbahnen)
W-015 Vorfahrt gewähren (Kreuzung)
W-016 Vorfahrt gewähren (T-Kreuzung)
W-017-L Vorfahrt gewähren (versetzte Einmündungen – links)
W-017-R Vorfahrt gewähren (versetzte Einmündungen – rechts)
W-018-L Vorfahrt gewähren (Einmündung an einer scharfen Kurve – links)
W-018-R Vorfahrt gewähren (Einmündung an einer scharfen Kurve – rechts)
W-019 Vorfahrt gewähren (Kreuzung mit einer Straße mit getrennten Richtungsfahrbahnen)
W-020 Vorfahrt gewähren (T-Kreuzung mit einer Straße mit getrennten Richtungsfahrbahnen)
W-021-L Vorfahrt gewähren (versetzte Einmündungen an einer Straße mit getrennten Richtungsfahrbahnen – links)
W-021-R Vorfahrt gewähren (versetzte Einmündungen an einer Straße mit getrennten Richtungsfahrbahnen – rechts)
W-022 Vorfahrt gewähren (T-Kreuzung mit einer Straße mit getrennten Richtungsfahrbahnen)
W-030 Einmündung
W-031 Einmündung
W-032 Einmündung und Ausfahrt
W-033 Schleifenkurve
W-040 Ankündigung für Halt
W-041 Ankündigung für Vorfahrt gewähren
W-042 Lichtzeichenanlage
W-043 Kreisverkehr (Durchmesser über 4 m)
W-044 Mini-kreisverkehr (Durchmesser weniger als 4 m)
W-050-L Scharfe Kurve – links
W-050-R Scharfe Kurve – rechts
W-051-L Kurve – links
W-051-R Kurve – rechts
W-052-L
W-052-R
W-052-L
W-052-R
W-061-L Richtungstafel – links
W-061-R Richtungstafel – rechts
W-062-L Richtungstafel (zwei) – links
W-062-R Richtungstafel (zwei) – rechts
W-063-L Richtungstafel (drei) – links
W-063-R Richtungstafel (drei) – rechts
W-07-L Einseitig verengte Fahrbahn – links
W-070-R Einseitig verengte Fahrbahn – rechts
W-071 Verengte Fahrbahn
W-080 Gegenverkehr
W-81 Gegenverkehr kreuzt
W-082
W-083
W-094
W-095
W-100
W-101
W-102
W-103
W-105 Gefälle
W-106 Steigung
W-110 Ankündigung für Verbot für Fahrzeuge über angegebene tatsächliche Höhe
W-111
W-112
W-113 Ankündigung für Verbot für Fahrzeuge über der angegebenen tatsächlichen Breite
W-114
W-115 Ankündigung für Verbot für Fahrzeuge über angegebene tatsächliche Masse
W-116 Ankündigung für Verbot für Fahrzeuge über der angegebenen tatsächliche Achslast
W-117 Ankündigung für Verbot für Fahrzeuge, deren Achszahl die Angabe überschreitet
W-120 Bahnübergang mit roten Blinklichtsignal
W-121 Bahnübergang ohne roten Blinklichtsignal
W-122.3 Dreistreifige Bake – Aufstellung links
W-122.2 Zweistreifige Bake – Aufstellung links
W-122.1 Einstreifige Bake – Aufstellung links
W-123
W-124 Straßenbahn
W-130 Bremsschwelle
W-131 Vertiefungen in der Fahrbahn
W-132 Bogenbrücke
W-133 Unebene Fahrbahn
W-134 Schleudergefahr
W-135 Schlechter Fahrbahnrand
W-140 Fußgänger
W-140A Fußgängerüberweg
W-141 Kinder (Schule oder Spielplatz)
W-142 Kinder
W-143 Radverkehr
W-144
W-150 Reiter
W-151 Farm - oder Haustiere
W-152 Schafe
W-153 Hirsche oder Wildtiere
W-160 Ufer
W-161 Furt
W-162 Tunnel
W-163 Stau
W-164 Steinschlag
W-165 Flugbetrieb
W-166 Seitenwind
W-167 Bewegliche Brücke
W-168 Langsam fahrende Fahrzeuge
W-169 Links fahren
W-170 Gefahrstelle
W-183
W-184
W-185

## Gefahrenzeichen bei Straßenarbeiten

WK-001 Arbeitsstelle
WK-030
WK-031 Gegenverkehr
WK-032 Einseitig verengte Fahrbahn – links
WK-033 Einseitig verengte Fahrbahn – rechts
WK-034 Verengte Fahrbahn
WK-035 Einmündung
WK-040A
WK-041A
WK-042A
WK-043A
WK-044A
WK-045A
WK-050 Einmündung – links
WK-051 Einmündung – rechts
WK-052 Arbeitsstelle – links
WK-053 Arbeitsstelle – rechts
WK-060 Lichtzeichenanlage
WK-061
WK-070 Bremsschwelle
WK-071 Unebene Fahrbahn
WK-073 Rollsplitt
WK-074 Schlechter Fahrbahnrand
WK-080
WK-081
WK-082 Fußgängerüberweg
WK-086 Radverkehr
WK-087